# Escimne de Quios
Escimne de Quios (grec antic: Σκύμνος ὁ Xῖος) fou un geògraf de l'antiga Grècia nascut a l'illa de Quios. Es tracta d'un autor amb molt poques referències, que es limiten totes a autors tardans: Esteve de Bizanci, Apol·loni i els escolis a Apol·loni de Rodes. D'aquestes referències, solament es pot deduir que va ser l'autor d'una obra de geografia intitulada Periegesi.
Holstenius i Vossius identificaren aquesta Periegesi amb els Iambes al Rei Nicomedes, una obra geogràfica en vers que romania anònima. Posteriorment, Meineke, en la seva edició dels Geographi Graeci Minoresfr de 1846, demostrà que l'autoria era falsa, i anomenà l'autor d'aquesta obra Pseudo-Escimne.
L'obra real d'Escimne de Quios, és una periègesi, i sembla que era escrita en prosa, i les poques referències que hi ha no tenen cap semblança amb els Iambes al Rei Nicomedes.